# ヴィンツェンティ・コルヴィン・ゴシェフスキ

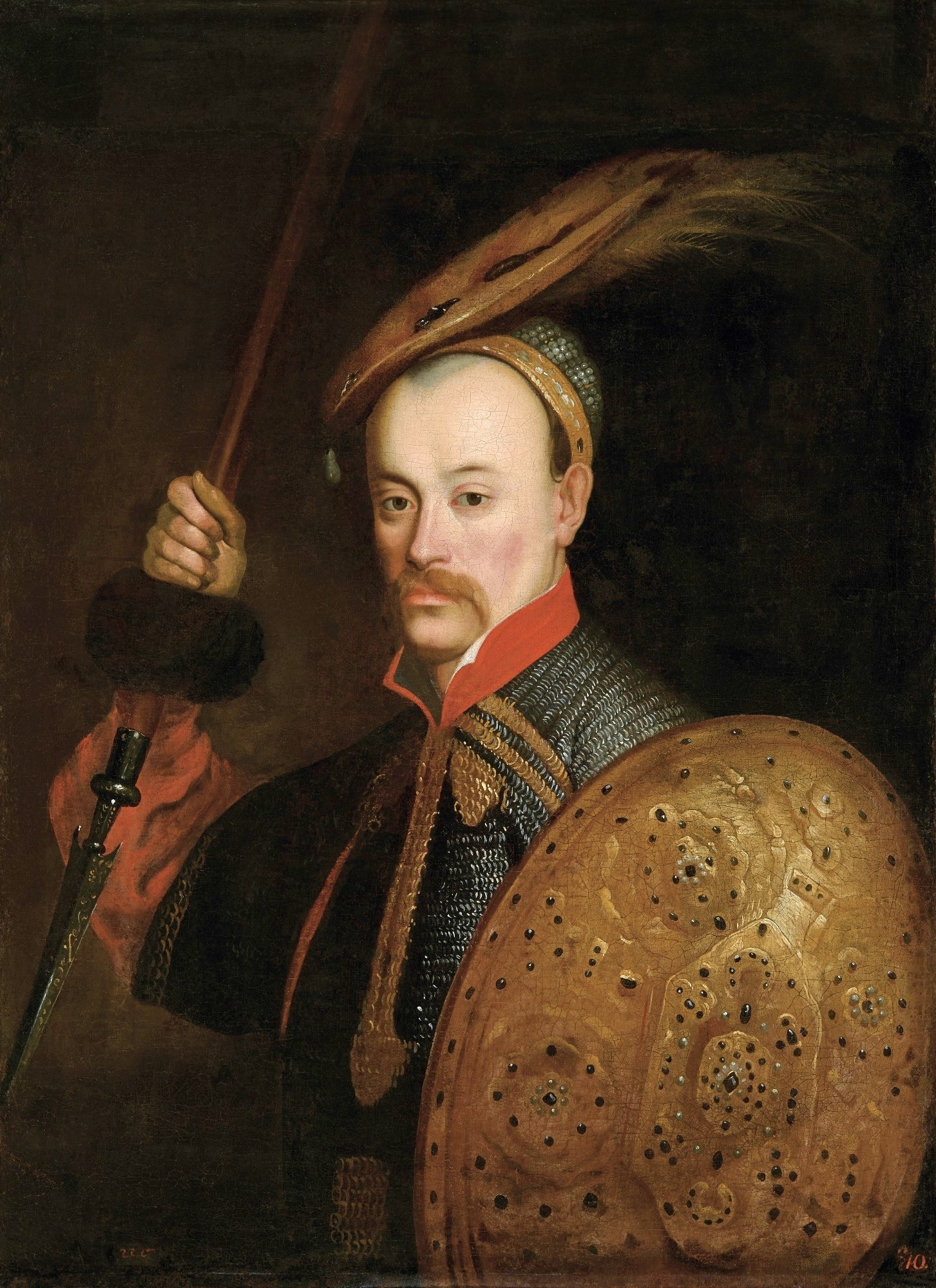
ヴィンツェンティ・コルヴィン・ゴシェフスキ

ヴィンツェンティ・アレクサンデル・コルヴィン・ゴシェフスキ（ポーランド語:Wincenty Aleksander Korwin Gosiewski,1620年頃 - 1662年11月29日）は、ポーランド・リトアニア共和国の貴族（シュラフタ）で、政治家、軍事指導者（ヘトマン）。

## 生涯
スモレンスク県知事で著名な外交官だったアレクサンデル・コルヴィン・ゴシェフスキの息子に生まれたが、若い頃についてはよく分かっていない。ボローニャ大学で学んだ。1648年までにリトアニア大膳官の称号を得ており、1650年11月21日から12月24日まで開かれたセイムで議長を務めた。またゴシェフスキは共和国に軍人としても仕え、1651年砲兵隊長官に昇進した。
翌年、ゴシェフスキはリトアニア財務長官の顕職を得たが、同時に軍事的なキャリアも積んでいき、1654年にはリトアニア野戦ヘトマンとなり、フメリニツキーの反乱の鎮圧などに従軍することになった。「大洪水」と呼ばれる1655年からのスウェーデンによる共和国への侵攻では、彼は当初、リトアニアに強い影響力をもつリトアニア大ヘトマンのヤヌシュ・ラジヴィウ公の政治方針に従って、スウェーデン王カール10世に忠誠を誓った。しかし、後でゴシェフスキは自分の所属するリトアニア軍に反旗を翻し、スウェーデン人と戦うポーランド軍に参加した。
1656年、彼は自ら軍を率いてワルシャワの戦いに参戦した。ポーランド軍の敗北後、ゴシェフスキはスウェーデン軍の戦線を横切って、プロイセンとマゾフシェ北部に置かれている敵側の戦線の背後に自軍を連れ込んだ。彼はその後、プロストキの戦いとフィリプフの戦いに相次いで勝利し、特に前者の戦いでは敵となったボグスワフ・ラジヴィウ公を打ち破った。その後スウェーデン軍がポーランドで軍事的敗北に追い込まれると、ゴシェフスキはヴェラファの和約およびビドゴシチの和約の締結に尽力した。
1654年にロシア・ツァーリ国が共和国に宣戦布告をした後、ゴシェフスキはリトアニア大公国国境に自軍を移動させ、目立った戦果を挙げながら戦った。ところが1658年、彼はヴィエルキの戦いに敗れた直後、モスクワ軍に捕まって1662年までロシアでの抑留生活を強いられた。
帰国後、ゴシェフスキは以前の地位を取り戻し、国王ヤン・カジミェシュの支持者の一人となった。ゴシェフスキはフランスのコンデ公ルイ2世を生前に後継者指名する（ヴィヴェンテ・レゲ）ことで、王権の強化を狙おうとする国王の政策を支持していた。このため1662年、ゴシェフスキは反王権派のリトアニアの連盟に拉致され、同年の11月29日に射殺された。